# Rhipidomys tribei
Rhipidomys tribei (Costa, Geise, Pereira & Costa, 2011) è un roditore della famiglia dei Cricetidi endemico del Brasile.

## Descrizione

### Dimensioni
Roditore di piccole dimensioni, con la lunghezza della testa e del corpo tra 96 e 130 mm, la lunghezza della coda tra 131 e 150 mm, la lunghezza del piede tra 25 e 29 mm, la lunghezza delle orecchie tra 16 e 21 mm e un peso fino a 68 g.

### Aspetto
La pelliccia è corta e composta da peli tricolori. Le parti dorsali variano dal bruno-giallastro al bruno-rossastro con le punte dei peli nerastre e la base grigia, mentre le parti ventrali sono bianchetalvolta con delle zone grigiastre ai lati dell'addome. Le orecchie sono relativamente corte, cosparse di corti peli brunastri. Il dorso dei piedi è ricoperto di peli biancastri e presenta una macchia più scura che si estende fino alla base delle dita. La coda è più lunga della testa e del corpo, è uniformemente scura, ricoperta di piccole scaglie ognuna fornita di tre peli e termina con un ciuffo di peli più lunghi. Il cariotipo è 2n=44 FN=50.

## Biologia

### Comportamento
È una specie arboricola.

### Alimentazione
Si nutre di semi.

## Distribuzione e habitat
Questa specie è conosciuta soltanto in tre località della parte sud-orientale dello stato brasiliano di Minas Gerais. Alcuni individui catturati nelle zone collinari meridionali dello stato di Espírito Santo potrebbero appartenere a questa specie.
Vive nelle foreste ripariali semi-decidue circondate da praterie fino a 1.300 metri di altitudine.

## Conservazione
Questa specie, essendo stata scoperta solo recentemente, non è stata sottoposta ancora a nessun criterio di conservazione.